# جنگ در هوای سرد

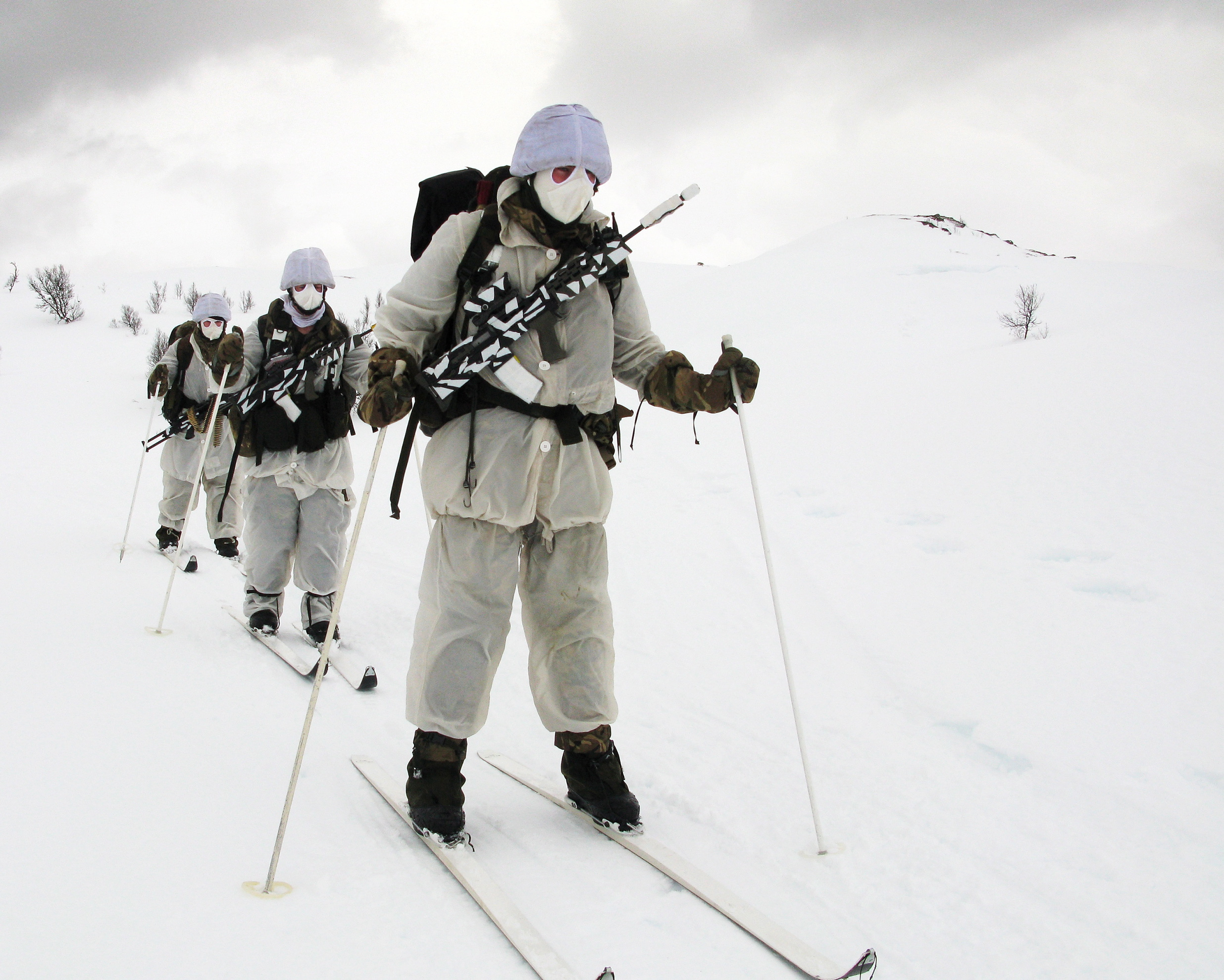
نیروهای ذخیره سپاه تفنگداران دریایی سلطنتی بریتانیا در حال آموزش برای عملیات زمستانی در نروژ در سال ۲۰۱۴

جنگ در هوای سرد (انگلیسی: Cold-weather warfare) با نام‌های جنگ منطقه سرد، جنگ قطب شمال یا جنگ زمستانی نیز شناخته می‌شود، شامل عملیات نظامی تحت تأثیر برف، یخ، شرایط ذوب شدن یخ یا سرما، چه در خشکی و چه در دریا، همچنین استراتژی‌ها و تاکتیک‌های مورد استفاده نیروهای نظامی در این موقعیت‌ها و محیط‌ها می‌شود.
شرایط هوای سرد در تمام طول سال در ارتفاعات یا عرض‌های جغرافیایی بالا رخ می‌دهد و در جاهای دیگر به صورت فصلی در طول دوره زمستان تحقق می‌یابد. جنگ کوهستانی اغلب در هوای سرد یا در زمینی که تحت تأثیر یخ و برف است، مانند آلپ و هیمالیا، رخ می‌دهد. از نظر تاریخی، بیشتر این عملیات‌ها در طول زمستان در نیم‌کره شمالی انجام شده است. برخی از آنها در بالای دایره قطب شمال رخ داده‌اند که در آن برف، یخ و سرما ممکن است در طول سال رخ دهد.
گاهی اوقات، سرما یا پیامدهای آن، مانند ذوب شدن یخ، عامل تعیین‌کننده‌ای در شکست یک لشکرکشی بوده است، مانند حمله فرانسه به روسیه در سال ۱۸۱۲، حمله شوروی به فنلاند در سال ۱۹۳۹ و حمله آلمان به اتحاد جماهیر شوروی در طول جنگ جهانی دوم.